# Kajikawa Yoriteru
Kajikawa Yoriteru est un nom japonais traditionnel ; le nom de famille (ou le nom d'école), Kajikawa, précède donc le prénom (ou le nom d'artiste).
Kajikawa Yoriteru (梶川 頼照, 1647-7 septembre 1723) est un samouraï de l'époque d'Edo , qui sert le shogunat Tokugawa en tant que fonctionnaire de rang inférieur. Il est aussi connu sous le nom Kajikawa Yosōbei (梶川 与惣兵衛). Kajikawa sert au service de garde du château d'Edo.
En héritant de la position de chef de famille, il devient hatamoto (vassal direct du shogun) et son allocation annuelle est de 700 koku.
En 1701, il est témoin de l'attaque d'Asano Naganori sur Kira Yoshinaka, et il arrête Asano. Le geste est apprécié et son revenu annuel est porté à 1 200 koku. Il décrit ensuite les détails de l'incident dans le Journal de Kajikawa Yosōbei (梶川与惣兵衛, Kajikawa Yosōbei nikki).
Sa tombe se trouve à Kanryūzan Tentokuin (乾竜山天徳院), dans l'arrondissement de Nakano à Tokyo.

## Source
- (en) Cet article est partiellement ou en totalité issu de l’article de Wikipédia en anglais intitulé « Kajikawa Yoriteru » (voir la liste des auteurs).